# Jani
Jani je moško osebno ime.

## Izvor imena
Ime Jani je različica moškega osebnega imena Janez 

## Pogostost imena
Po podatkih Statističnega urada Republike Slovenije je bilo na dan 31. decembra 2007 v Sloveniji število moških oseb z imenom Jani: 957. Med vsemi moškimi imeni pa je ime Jani po pogostosti uporabe uvrščeno na 168. mesto.

## Osebni praznik
Osebe z imenom Jani lahko godujejo takrat kot osebe z imenom Janez.